# Gabriele Ferzetti
Gabriele Ferzetti, né le 17 mars 1925 à Rome et mort le 2 décembre 2015 dans la même ville, est un acteur italien. Il compte plus de 160 rôles au cinéma, à la télévision et au théâtre. Sa carrière est à son apogée dans les années 1950 et 1960.
Le premier rôle principal de Ferzetti est dans le film Zappatore (1950). Il a interprété le compositeur Giacomo Puccini à deux reprises dans les films Puccini (1953) et La Maison du souvenir (1954). Son rôle dans La Marchande d'amour (1954) face à Gina Lollobrigida lui vaut un Ruban d'argent du meilleur acteur dans un second rôle. Il est l'amant de Madeleine Fischer dans Femmes entre elles (1955) de Michelangelo Antonioni, mais c'est dans un autre film du même réalisateur consacré à l'incommunicabilité, L'avventura (1960), qu'il se fait remarquer en tant que séducteur turbulent de Lea Massari et Monica Vitti. Après une série d'interprétations romantiques, il acquiert en Italie la réputation d'un personnage élégant, débonnaire et quelque peu aristocratique,.
Il obtient son deuxième Ruban d'argent dans un second rôle en incarnant un notable sicilien mafieux dans À chacun son dû (1967) d'Elio Petri. Il interprète le baron des chemins de fer Morton dans Il était une fois dans l'Ouest (1968) de Sergio Leone. Son rôle le plus connu à l'international est peut-être celui de Marc-Ange Draco dans le film de James Bond Au service secret de Sa Majesté (1969). Il est également connu du grand public pour son rôle du psychiatre Hans dans le controversé Portier de nuit (1974) de Liliana Cavani. Dans les années 1970, il a joué dans un grand nombre de films policiers et de poliziotteschi, souvent en tant que commissaire, comme face à Georges Moustaki dans Mendiants et Orgueilleux (1972). Entre 1996 et 2007, il campe le personnage de Nono Mariotti dans la série française Une famille formidable.

## Biographie
Né le 17 mars 1925 à Rome sous le nom de Pasquale Ferzetti, il étudie à l'Académie nationale d'art dramatique Silvio-D'Amico, mais il se fait renvoyer.

### Années 1940

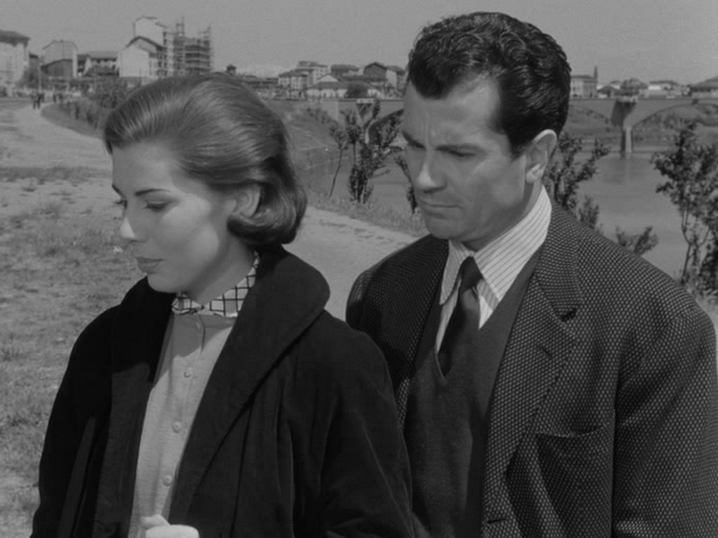
Madeleine Fischer et Gabriele Ferzetti dans Femmes entre elles (1955).

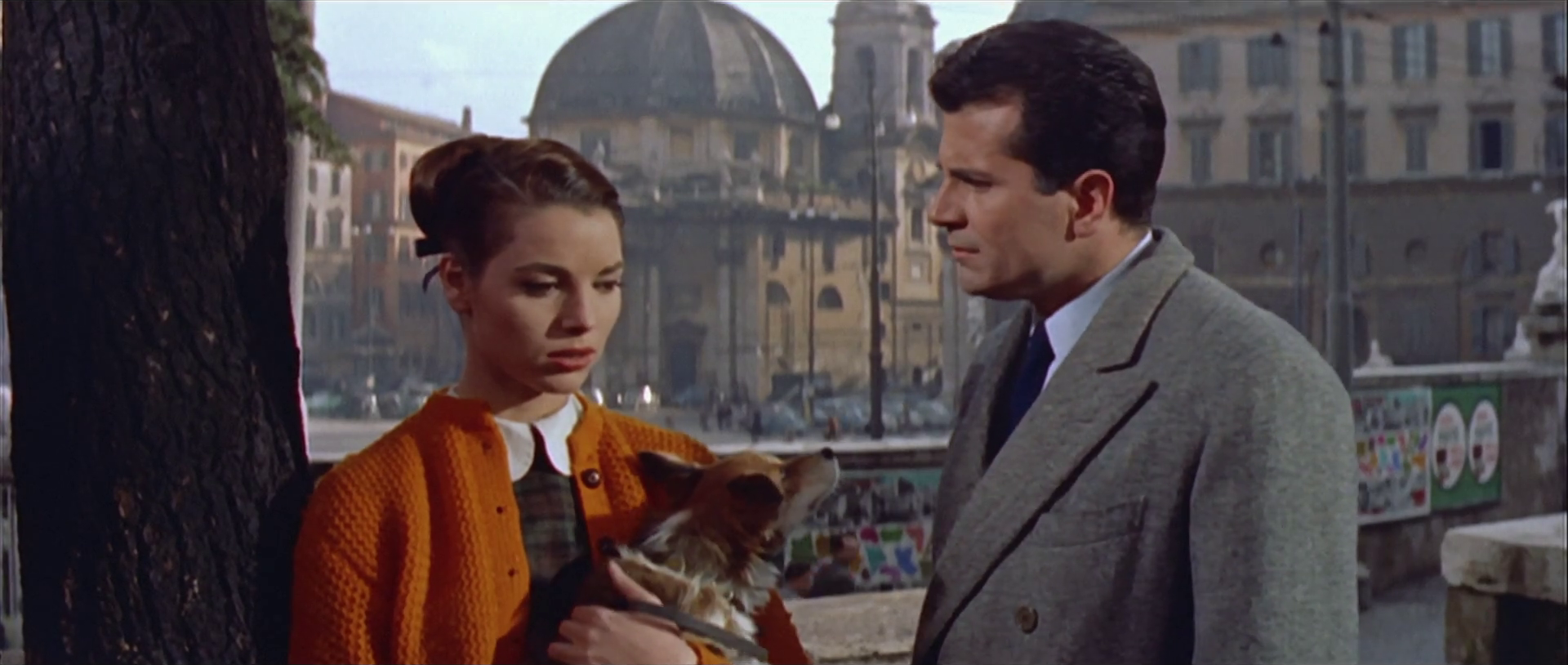
Elsa Martinelli et Gabriele Ferzetti dans Donatella (1956).

Ferzetti fait ses débuts à l'écran dans Via delle Cinque Lune (1942)  de Luigi Chiarini, avec des acteurs tels que Luisella Beghi, Olga Solbelli, Andrea Checchi et Gildo Bocci. Non crédité pour son rôle suivant dans le film de propagande Commando du désert, il est crédité pour La contessa Castiglione (it) (1942) de Flavio Calzavara. Il fait ensuite une pause au cinéma, enchaînant les apparitions au théâtre jusqu'à un petit rôle dans Bonheur perdu (it) (1946) et Les Misérables de Riccardo Freda (non crédité, 1948). Après un petit rôle de pilote dans Rondini ni volo (1949) et un rôle dans Le Chevalier de la révolte (1949), un film historique situé en 1282 pendant la guerre des Vêpres siciliennes, il apparaît aux côtés d'Elli Parvo, Piero Lulli, Charles Vanel et Marcello Mastroianni dans Le Pain des pauvres (1949) et aux côtés de Michèle Morgan, Henri Vidal et Michel Simon dans Fabiola (1949) de Luigi Capuano, dans le rôle de Claudio. Ce péplum dramatique, qui se déroule à Rome au IVe siècle, a été chaleureusement accueilli.

### Années 1950
Ferzetti a tenu un rôle secondaire dans Sigillo rosso (it) (1950) de Flavio Calzavara aux côtés de Gino Cervi et Carla Del Poggio, mais son premier rôle principal est apparu dans Zappatore (1950), un film qui se concentre sur la vie des paysans et des ouvriers agricoles pendant l'entre-deux-guerres et la Grande Dépression. Les rôles se sont multipliés pour Ferzetti, de la comédie policière Benvenuto, reverendo! (1950) aux côtés d'Aldo Fabrizi, Massimo Girotti et Lianella Carell, du film Barriera a settentrione (it) (1950) de Luis Trenker, de Le Péché d'une mère (1951) et Amours interdites (1952) de Guido Brignone, au drame de Curzio Malaparte, Le Christ interdit (1951), à Du soleil dans les yeux (1953) d'Antonio Pietrangeli. Il a joué dans le film biographique à succès du compositeur Giacomo Puccini sous la direction de Carmine Gallone, Puccini (1953), et a repris le rôle dans La Maison du souvenir (1954), avec Roland Alexandre dans le rôle de Gioachino Rossini. Ferzetti a joué dans La Marchande d'amour (1953) de Mario Soldati, en sélection officielle au Festival de Cannes 1953, dans lequel il interprète le rôle d'un professeur qui tombe amoureux d'une vedette glamour (Gina Lollobrigida). Cette comédie dramatique raconte l'histoire d'une comtesse roumaine qui oblige « Gemma » à se prostituer. Pour son interprétation, Ferzetti reçoit un Ruban d'argent et consolide son statut d'acteur de premier plan en Italie en apparaissant aux côtés de Lollobrigida. Ferzetti apparaît dans la comédie dramatique de Marcello Pagliero d'après la pièce de Luigi Pirandello, Vêtir ceux qui sont nus (1954), interprétant le personnage de Ludovico Nota aux côtés de Pierre Brasseur, Manlio Busoni et Paolo Ferrara, et dans Camilla (1954), sous la direction de Luciano Emmer,. Il est également rôle-titre dans Les Aventures et les Amours de Casanova (1955) de Steno, aux côtés de Corinne Calvet, Irène Galter, Nadia Gray et Marina Vlady.

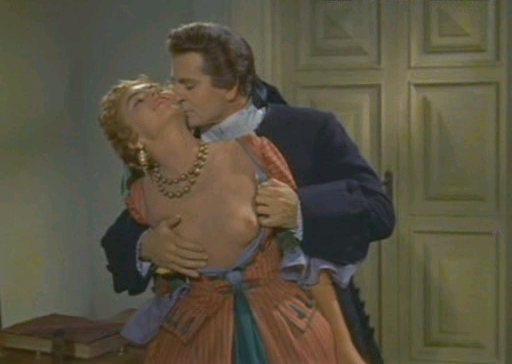
Dans Les Aventures et les Amours de Casanova (1955).

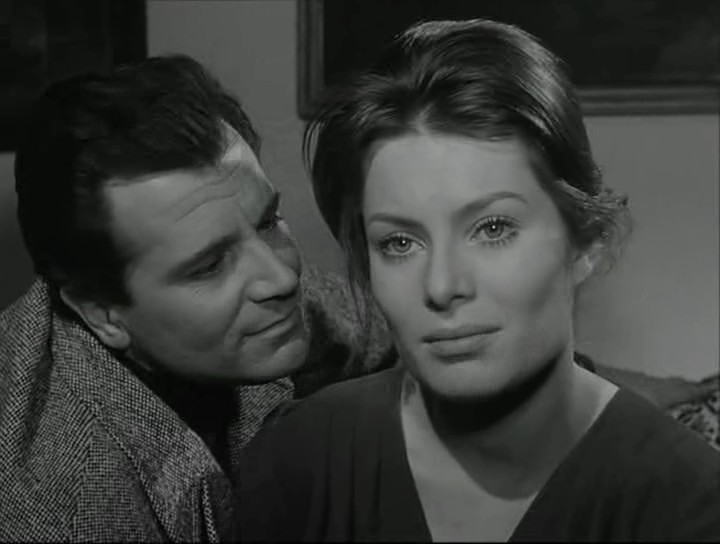
Avec Belinda Lee dans La Longue Nuit de 43 (1960).

Ferzetti joue dans Femmes entre elles (1955) de Michelangelo Antonioni avec Eleonora Rossi Drago, Franco Fabrizi et Valentina Cortese dans les autres rôles principaux, dans le rôle d'un artiste en difficulté nommé Lorenzo, un rôle qui se rapproche du Sandro de L'avventura (1960). La jeune sentimentale Rosette (Madeleine Fischer) croit vivre le traditionnel grand amour avec Lorenzo, alors que tout lui indique que ce dernier l'abandonnera. Le film, tourné à Turin, est adapté du roman Tra donne sole (1949) de Cesare Pavese. À la même époque, il joue dans Les Amours de Capri (1955), réalisé par Giorgio Moser, et Donatella (1956) aux côtés d'Elsa Martinelli, sous la direction de Mario Monicelli. Le film a été présenté à la Berlinale 1956. Ferzetti apparaît dans le film policier Parola di ladro (1957), pour les réalisateurs Nanni Loy et Gianni Puccini, aux côtés d'Abbe Lane, Nadia Gray et Andrea Checchi. Il apparaît ensuite dans Souvenirs d'Italie d'Antonio Pietrangeli, une comédie romantique qui le met en scène aux côtés de June Laverick, Isabelle Corey et Ingeborg Schöner. Ferzetti apparaît dans La Danseuse et le Bon Dieu (1958), réalisé par Antonio Leonviola, puis dans Femmes d'un été de Gianni Franciolini, d'après une histoire d'Alberto Moravia. Ferzetti a joué dans cette comédie romantique, qui se déroule dans le golfe du Tigullio, aux côtés d'Alberto Sordi, Michèle Morgan, Marcello Mastroianni et Dany Carrel. En 1959, Ferzetti joue aux côtés d'Andrée Debar et d'Isa Miranda dans le rôle de Bernard Turquet de Mayenne dans la comédie historique française Le Secret du chevalier d'Éon. Réalisé par Jacqueline Audry, le film suit le destin du chevalier d'Éon dans le duché de Bourgogne de 1728. Il apparaît ensuite dans Annibal de Carlo Ludovico Bragaglia, aux côtés de Victor Mature, Rita Gam, Milly Vitale et Rik Battaglia. Le film suit le destin d'Hannibal Barca durant la République romaine au IIIe siècle av. J.-C. ; Ferzetti y joue le rôle de Fabius Maximus.

### Années 1960

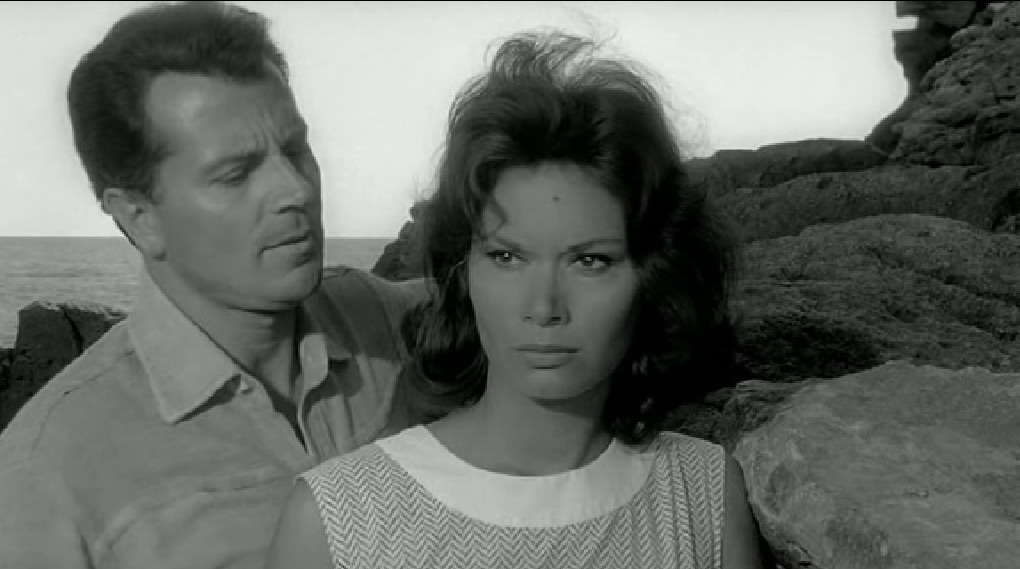
Ferzetti et Lea Massari dans L'avventura (1960).

Ferzetti est la tête d'affiche du film Le Tank du huit septembre (1960) de Gianni Puccini, scénarisé entre autres par Elio Petri et Pier Paolo Pasolini, puis dans La Longue Nuit de 43 (1960) de Florestano Vancini. Ce dernier film se déroule pendant l'invasion de l'Italie par les Alliés en 1943, au cours de la Seconde Guerre mondiale, et Ferzetti y joue aux côtés de Belinda Lee et d'Enrico Maria Salerno. Ce film a connu un succès considérable à la Mostra de Venise 1960 et a reçu le Lion d'or de la première œuvre. Mais c'est dans le rôle de Sandro, homme à femmes agité, dans L'avventura (1960) de Michelangelo Antonioni, qu'il s'est fait connaître sur la scène internationale. Il joue dans le film le séducteur de Lea Massari et Monica Vitti, et son rôle est bien accueilli. La critique britannique Liz-Anne Bawden écrit « L'interprétation est excellente. Gabriele Ferzetti répète et développe son rôle de l'artiste masculin inadapté dans Femmes entre elles ».
Ferzetti entre dans l'une des périodes les plus actives de sa carrière, en jouant dans sept films sortis au cours de l'année 1962. Parmi ceux-ci, citons Le Jour le plus court, réalisé par Sergio Corbucci, Congo vivo de Giuseppe Bennati aux côtés de Jean Seberg, La Sage-femme, le Curé et le Bon Dieu, film américain de Jean Negulesco, avec Maurice Chevalier, Angie Dickinson et Noël-Noël, Les Don Juan de la Côte d'Azur de Vittorio Sala avec entre autres Jean-Paul Belmondo et Le crime ne paie pas sous la direction de Gérard Oury. Parmi une vaste distribution, Ferzetti figure dans Vénus impériale (1963) de Jean Delannoy, il apparaît aux côtés de Catherine Spaak et Jacques Perrin dans La Vie ardente de Florestano Vancini et il interprète le personnage de Leonardi dans le film de guerre Défi à Gibraltar (1963) de Charles Frend et Bruno Vailati, aux côtés de Lilli Palmer, Valeria Fabrizi, James Mason et Alberto Lupo.

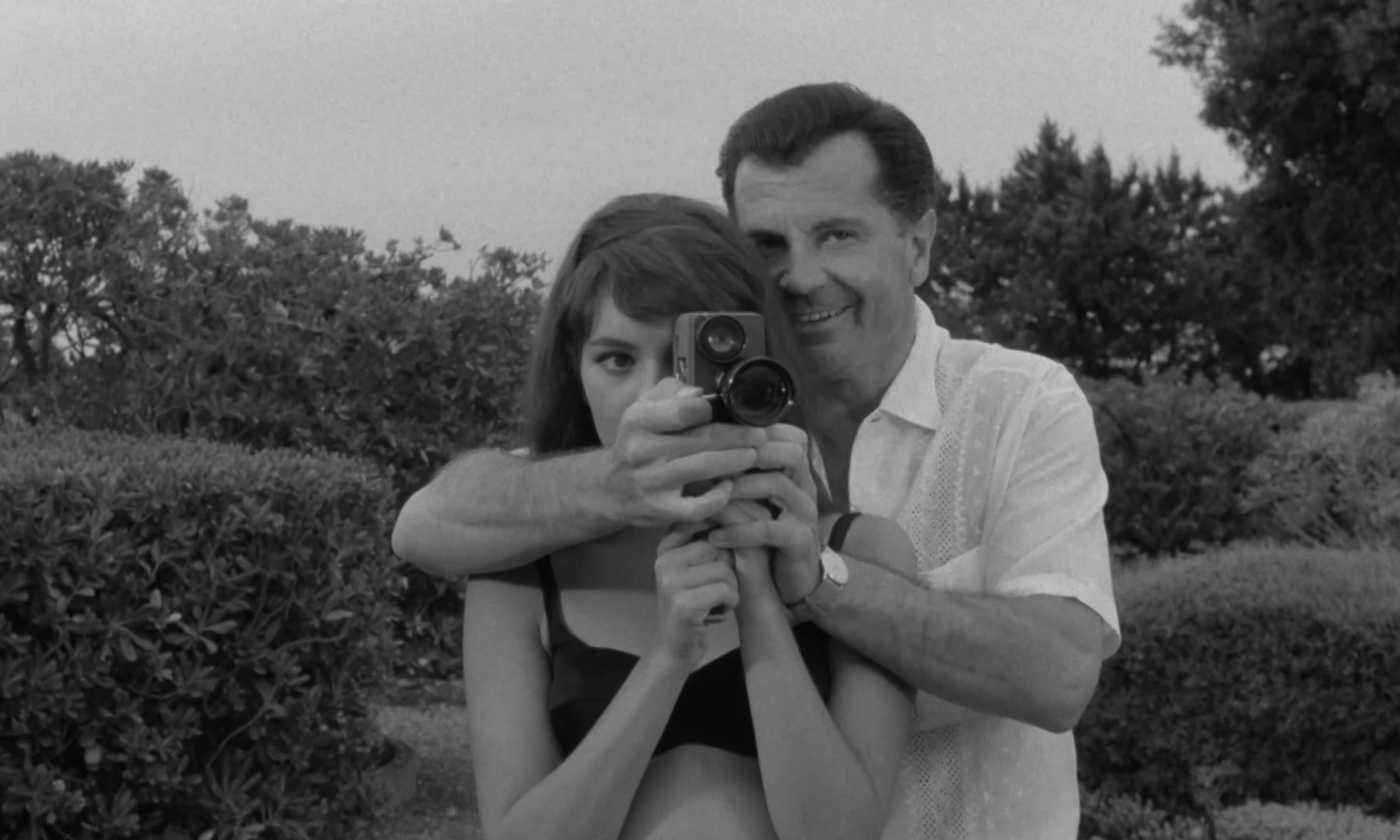
Rosemarie Dexter et Ferzetti dans Desideri d'estate (1964).

En 1964, il donne la réplique à Rosemarie Dexter dans la comédie Desideri d'estate de Silvio Amadio. Dans la comédie musicale Crucero de verano (en) (1964) de Luis Lucia, il apparaît aux côtés de Carmen Sevilla et Marisa Merlini et dans Lo scippo (1965), aux côtés de Paolo Ferrari. Il joue le rôle de Vic Dermatt dans le drame policier français Par un beau matin d'été (1965) de Jacques Deray, aux côtés de Jean-Paul Belmondo, Sophie Daumier et Geraldine Chaplin. Il a également joué un rôle dans Trois chambres à Manhattan (1965) de Marcel Carné, d'après le roman homonyme de Georges Simenon, aux côtés d'Annie Girardot, Maurice Ronet et une célèbre figuration de Robert De Niro.

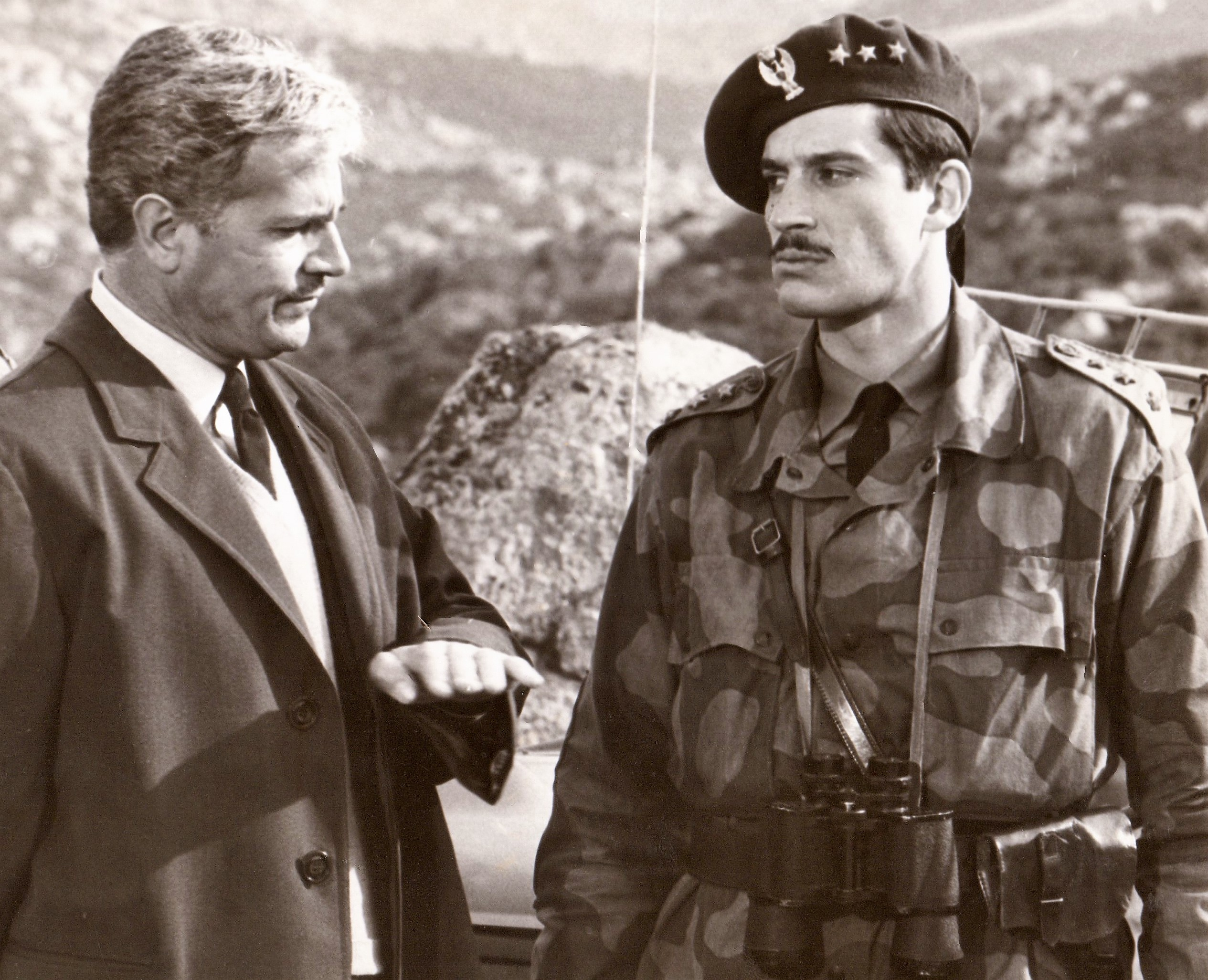
Giovanni Petrucci et Ferzetti dans Les Protagonistes (1968).

Ferzetti commence à travailler sur des projets américains. Il a joué le rôle de Loth dans le film épique de John Huston, La Bible (1966), adapté du livre de la Genèse. Il fait également ses débuts à la télévision en apparaissant dans deux épisodes de la série américaine d'espionnage Les Espions. Ferzetti joue ensuite dans À chacun son dû (1967) d'Elio Petri. Dans ce drame policier situé dans un village sicilien où le double meurtre d'un pharmacien et d'un docteur vient d'avoir lieu durant une partie de chasse, Ferzetti incarne un notable cousin d'Irène Papas qui finira par avoir la peau du professeur communiste Gian Maria Volonté qui est trop curieux. Puis Ferzetti figure au générique de la série télévisée Dossier Mata Hari (it) avec Cosetta Greco. Ferzetti joue dans huit films sortis en 1968, dont Les Protagonistes de Marcello Fondato, Merci ma tante de Salvatore Samperi, Le Diable sous l'oreiller de José María Forqué, Escalation de Roberto Faenza, Rome comme Chicago d'Alberto De Martino, et le western épique de Sergio Leone, Il était une fois dans l'Ouest, dans lequel il joue Morton, le baron des chemins de fer, aux côtés des célèbres acteurs Claudia Cardinale et Henry Fonda. Le film enregistre 8 870 732 entrées en Italie (3e au box-office Italie 1968-1969), 13 millions d'entrées en Allemagne de l'Ouest et près de 15 millions d'entrées en France depuis sa sortie en août 1969 et les ressorties successives,.
En 1969, Ferzetti joue dans le film policier de Giuliano Montaldo, Les Intouchables. Le film est sélectionné au Festival de Cannes 1969. La même année, il est à l'affiche de L'amica, réalisé par Alberto Lattuada.
Il joue ensuite dans Ce merveilleux automne, réalisé par Mauro Bolognini. Le film, adapté d'un roman d'Ercole Patti, réunit à nouveau Ferzetti et Gina Lollobrigida dans les rôles principaux. La prestation la plus importante de Ferzetti en 1969, et sans doute le rôle auquel il est le plus associé à l'international, est son rôle de Marc-Ange Draco, éminent chef du crime organisé, dans le film Au service secret de Sa Majesté (1969) mettant en vedette l'agent secret britannique James Bond 007. Ferzetti y joue le rôle du père de Tracy di Vicenzo (Diana Rigg), qui promet à James Bond (George Lazenby) une belle dot pour l'épouser ; ils tombent amoureux et se marient quand même. Hunt avait repéré Ferzetti dans un film italien, dans lequel Harry Saltzman et lui-même étaient censés évaluer un autre acteur, et tous deux ont été immédiatement attirés par Ferzetti et ont persuadé les producteurs de le mettre à l'essai. Cependant, bien qu'il parle bien l'anglais, ses répliques ont été doublées en version originale par l'acteur britannique David de Keyser, en raison du fort accent italien de Ferzetti. À la fin du film, l'aide de son personnage Draco sont vitales pour aider Bond à détruire la base d'Ernst Stavro Blofeld à Piz Gloria.

### Années 1970
En 1970, Ferzetti participe au thriller politique L'Aveu de Costa-Gavras, aux côtés d'Yves Montand et de Simone Signoret. Le film, adapté de l'ouvrage d'Artur London, explore les tortures mentales auxquelles est confronté le vice-ministre des Affaires étrangères de Tchécoslovaquie lorsqu'il est emprisonné. Le film a été nommé pour le Golden Globe du meilleur film en langue étrangère. Ferzetti joue ensuite le rôle d'un inspecteur dans le film policier Cannabis, réalisé par Pierre Koralnik. Le film met en scène la mafia américaine et un groupe de barons de la drogue français. Il a également joué un rôle non crédité dans un film franco-italien de Terence Young, De la part des copains, où figure également Charles Bronson. En 1971, Ferzetti joue dans Un'anguilla da 300 milioni de Salvatore Samperi, une comédie sur une héritière qui simule son propre enlèvement et se cache dans le delta du Pô, afin d'obtenir de l'argent de ses parents. En 1972, Ferzetti joue aux côtés de Robert Blake, Catherine Spaak et Ernest Borgnine dans le film de boxe de Franco Prosperi, Le Coriace. Une série d'apparitions dans des films policiers suit, dont Alta tensión, Trois milliards sans ascenseur (1972) et Les Grands Patrons (1973), réalisé par Luigi Zampa.
En 1972, il partage l'affiche avec Georges Moustaki dans le film franco-tunisien de Jacques Poitrenaud Mendiants et Orgueilleux d'après le roman éponyme d'Albert Cossery. Moustaki y incarne un ancien professeur de philosophie en manque de haschich qui étrangle une prostituée dans la banlieue tunisoise. Le personnage incarné par Ferzetti mène alors l'enquête criminelle mais va bientôt être gagné par la philosophie du professeur.

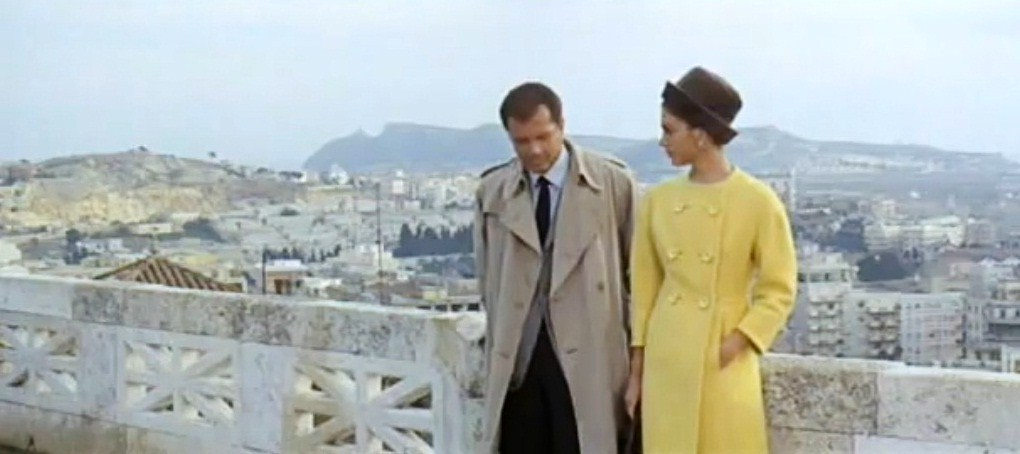
Avec Catherine Spaak dans La Vie ardente (1963).

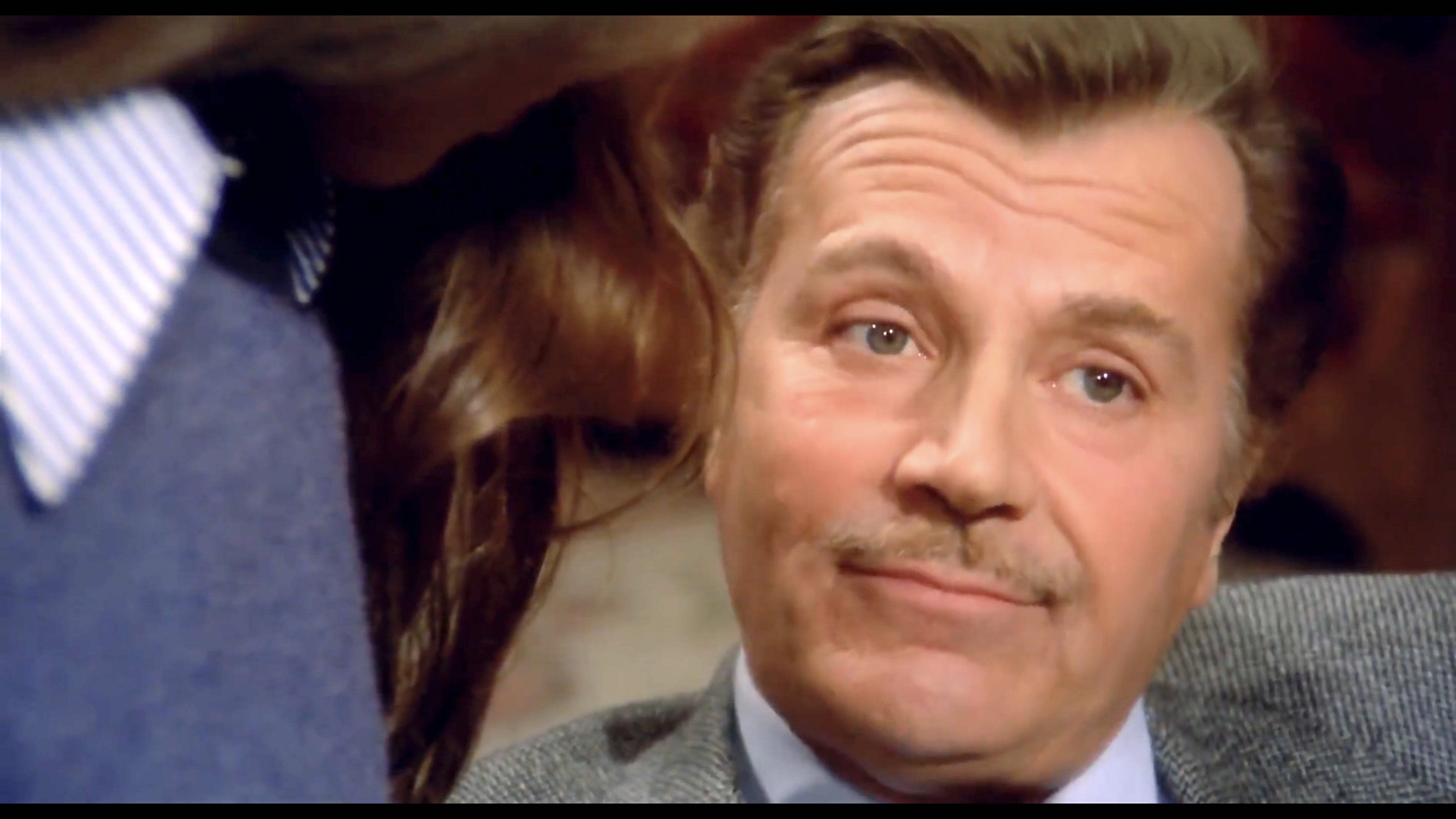
Dans Les Passionnées (1974).

En 1973, Ferzetti apparaît dans le téléfilm Divorce de Waris Hussein, et Les Dix Derniers Jours d'Hitler, un film italo-britannique réalisé par Ennio De Concini. Ferzetti y joue le rôle du maréchal Wilhelm Keitel aux côtés d'Alec Guinness (Adolf Hitler) et Adolfo Celi. L'année suivante, en 1974, il apparaît à nouveau dans un film sur la Seconde Guerre mondiale, le controversé Portier de nuit réalisé par Liliana Cavani. Il joue aux côtés de Dirk Bogarde et Charlotte Rampling et interprète Hans, un psychiatre, l'un de ses rôles les plus marquants. Le film dépeint la continuité politique entre le nazisme en temps de guerre et l'Europe d'après-guerre, ainsi que la continuité psychologique de personnages enfermés dans la répétition compulsive du passé. Compte tenu des thèmes sombres et dérangeants du film, et d'une clarification morale quelque peu ambiguë à la fin, Portier de nuit a eu tendance à diviser le public et a été accusé de ne faire que du sensationnalisme. Le philosophe français Michel Foucault critiqua sévèrement cette vision sexualisée du nazisme et de « l'amour pour le pouvoir ». Car si pour lui, « le pouvoir a une charge érotique », il s'étonne que tout un « imaginaire érotique de pacotille [soit] placé maintenant sous le signe du nazisme », considérant que ces dignitaires nazis étaient pour la plupart très éloignés de ces perversions et jeux érotiques.
Ferzetti continue dans les années qui suivent d'apparaître dans des films policiers, dont ...a tutte le auto della polizia... (1975), réalisé par Mario Caiano, le polar allemand Double Jeu (1975), réalisé par Maximilian Schell, La orca (1976) d'Eriprando Visconti, et Gli amici di Nick Hezard du cinéaste Fernando Di Leo, maître du poliziottesco. Il apparaît également dans le film judiciaire Citation directe de Lucio De Caro aux côtés de Mario Adorf, Bernard Blier et Zouzou ainsi que dans le film du réalisateur français Roger Pigaut, Le Guêpier, aux côtés de Claude Brasseur et Marthe Keller, et tient un petit rôle dans la fantaisie de Vincente Minnelli, Nina, (1976), qui réunit une distribution de premier plan, dont Ingrid Bergman et Liza Minnelli. En 1977, il joue dans le drame érotique Oedipus orca d'Eriprando Visconti et dans le giallo L'Emmurée vivante de Lucio Fulci, qui raconte l'histoire d'une femme clairvoyante (Jennifer O'Neill) qui, après avoir eu une vision, enlève un pan de mur dans la maison de son mari (Ferzetti) et découvre un squelette derrière. En 1978, Ferzetti apparaît dans le film du réalisateur français Claude d'Anna, L'Ordre et la sécurité du monde, aux côtés de Bruno Cremer, Donald Pleasence, Laure Dechasnel, Dennis Hopper et Michel Bouquet. Il apparaît également dans un autre film français, le drame romantique Mon premier amour, réalisé par Elie Chouraqui. En 1979, Ferzetti a joué dans Porci con la P.38, réalisé par Gianfranco Pagani, Gli anni struggenti (it), réalisé par Vittorio Sindoni, Encuentro en el abismo, réalisé par Tonino Ricci, un film de science-fiction se déroulant dans le triangle des Bermudes. Il a également joué aux côtés d'Alain Cuny dans la série télévisée Les Vieux et les Jeunes (it) de Marco Leto.

### 1980-2015

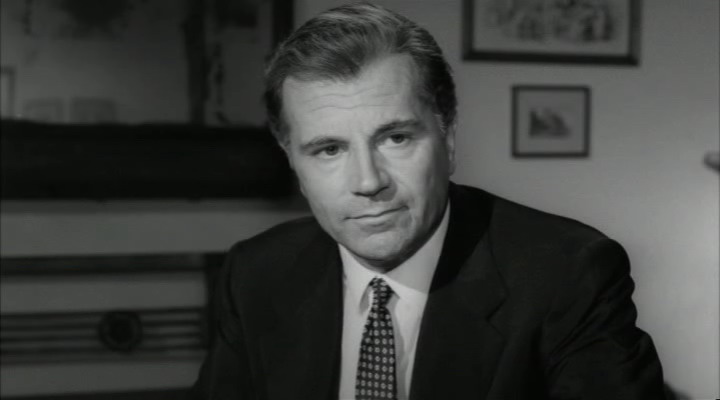
Dans Merci ma tante (1968).

Ferzetti a joué un brigadier turc dans e film de guerre historique Inchon (1981) de Terence Young, avec Laurence Olivier dans le rôle du général Douglas MacArthur. Il apparaît dans Meurtre au Vatican (1982), réalisé par Marcello Aliprandi, et joue aux côtés de Franco Nero dans la comédie policière Grog (1982), réalisée par Francesco Laudadio, qui raconte l'histoire de deux détenus qui s'évadent de prison et prennent en otage la famille d'un médecin. Il a également un petit rôle dans Le Quatuor Basileus (1983) de Fabio Carpi.
Au milieu des années 1980, alors que la télévision prend le pas sur le cinéma italien et que Ferzetti approche de l'âge de la retraite, il apparaît principalement dans des téléfilms et des feuilletons comme Quo vadis ? (1985), La voglia di vincere (it) (1987), Due fratelli (it) (1988), et Le Tour du monde en quatre-vingts jours (1989). Ses seuls autres films de l'époque sont Julia et Julia (1987), réalisé par Peter Del Monte, dans lequel il joue aux côtés de Kathleen Turner et Sting, et Maman sur ordinateur (1988), réalisé par Giuliano Carnimeo.
Dans les années 1990, Ferzetti n'apparaît que dans des rôles mineurs ou brefs dans des téléfilms, tels que Embarquement pour l'enfer (1990), Nero come il cuore (it) (1991), Die Ringe des Saturn (1992), Natale con papà (1994) et des mini-séries comme Delitti privati (it) (1995), dans laquelle il joue le rôle du docteur Braschi. Il apparaît cependant dans le polar Il burattinaio (it) (1994) de Ninì Grassia, dans Othello (1995) d'Oliver Parker,  dans Porzûs (1997) de Renzo Martinelli et dans la série télévisée Con rabbia e con amore d'Alfredo Angeli.

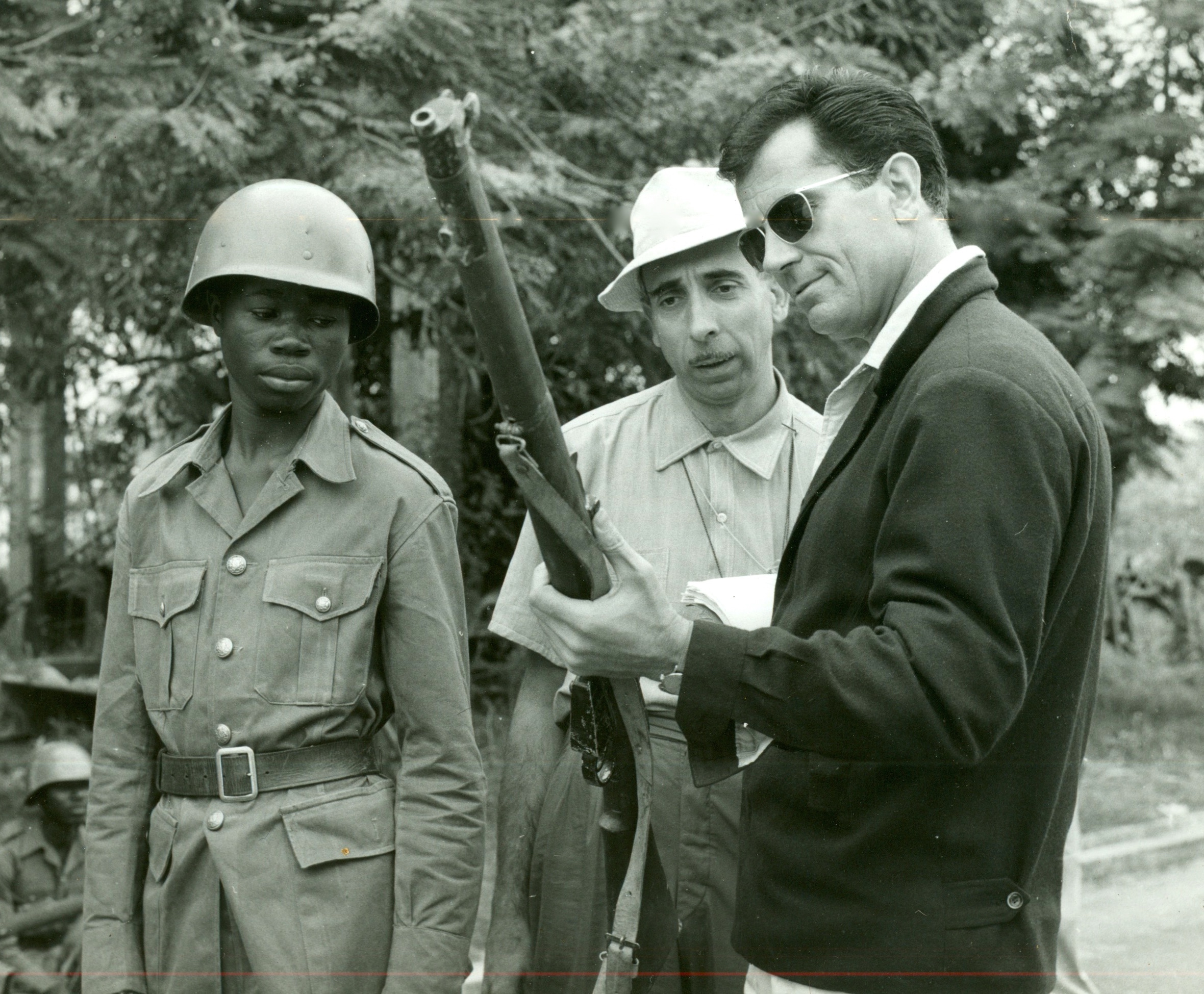
Giuseppe Aquari (au centre) et Gabriele Ferzetti (à droite) sur le plateau de Congo vivo (1962).

Dans les années 2000, Ferzetti est apparu dans Perduto amor (2003), réalisé par Franco Battiato, dans Concorso di colpa (it) (2005), réalisé par Claudio Fragasso et dans Amore (2009), réalisé par Luca Guadagnino. Son rôle le plus connu ces années-là, est dans la série française Une famille formidable, dans laquelle il est apparu dans 11 épisodes, entre 1996 et 2007. Il y campe le personnage de Nono, le respecté patriarche de la famille vivant au Portugal où elle se réunit (presque) tous les étés pour les vacances.
Son dernier rôle est celui d'Enrico dans la comédie dramatique d'Edoardo Leo,  (it) (2010), avec Marco Bonini, Eugenia Costantini et Edoardo Leo dans les rôles principaux.
Ferzetti est décédé à Rome à l'âge de 90 ans, le 2 décembre 2015. L'acteur Alessandro Gassmann lui a rendu hommage, vantant son talent et sa popularité auprès du public et des cinéastes.

## Vie privée
Il a été marié à l'actrice Maria Grazia Eminente. De son second mariage avec Claudia Verdini, il a eu une fille, Anna, également actrice (elle a joué dans la série télévisée Una mamma imperfetta) et compagne de l'acteur Pierfrancesco Favino, avec lequel elle a eu deux filles. Elle a une sœur, Marilisa Ferzetti, qui s'est mariée à l'acteur Pino Caruso.

## Théâtre
- Comme il vous plaira, de William Shakespeare, Compagnia Luchino Visconti, première au Teatro Eliseo de Rome le 26 novembre 1948.
- Gli straccioni, d'Annibale Caro, Compagnia del Teatro Nazionale, mise en scène de Guido Salvini, première au Teatro Valle de Rome le 7 décembre 1950.
- Anna per mille giorni, de Maxwell Anderson, Compagnia Guido Salvini, première au Teatro Valle de Rome le 10 janvier 1951.
- Detective Story, de Sidney Kingsley, Compagnia Guido Salvini, première au Teatro Valle de Rome le 30 janvier 1951.
- Roméo et Juliette, de William Shakespeare, Compagnia Salvini, première au Teatro Valle de Rome le 8 mars 1951.
- La Chatte sur un toit brûlant, de Tennessee Williams, mise en scène de Raymond Rouleau, Milan, Teatro Manzoni, 18 janvier 1958.
- Le rose del lago, de Franco Brusati, mise en scène d'Antonio Calenda, Teatro Manzoni di Pistoia, 11 janvier 1991.
- La Danse de mort, d'August Strindberg, mise en scène d'Antonio Calenda, Città di Castello, Teatro degli Illuminati, 30 octobre 1992.
- La figlia di Iorio, de Gabriele D'Annunzio, mise en scène de Maurizio Faraoni (2003)
- La casa di pietra, de Vincenzo Ziccarelli, mise en scène de Tonino Pulci (2004)
- Scandalo!, d'Alberto Bassetti, mise en scène de Francesco Branchetti (2005)

### Dramatique radio(Rai)
- Anna per mille giorni, de Maxwell Anderson, mise en scène de Pietro Masserano Taricco, diffusée le 18 juin 1951.
- Romanticismo, comédie de Gerolamo Rovetta, mise en scène de Carlo Ninchi, diffusée le 31 décembre 1951.

## Filmographie non-exhaustive

### Cinéma

#### Années 1940
- 1942 : Via delle Cinque Lune de Luigi Chiarini
- 1942 : Commando du désert (Bengasi) d'Augusto Genina : petit rôle non crédité
- 1942 : La contessa Castiglione (it) de Flavio Calzavara
- 1946 : Bonheur perdu (it) (Felicità perduta) de Filippo Walter Ratti
- 1949 : Le Pain des pauvres (Vertigine d'amore) de Luigi Capuano
- 1949 : Rondini ni volo : Un officier d'aviation
- 1949 : Fabiola d'Alessandro Blasetti : Claudio
- 1949 : Les Aventures de Guillaume Tell (Guglielmo Tell) de Giorgio Pàstina et Michał Waszyński
- 1949 : Le Chevalier de la révolte (Vespro siciliano) de Giorgio Pàstina

#### Années 1950
- 1950 : Sigillo rosso (it) de Flavio Calzavara
- 1950 : Zappatore de Rate Furlan (it) : Riccardo Maggese
- 1950 : Benvenuto, reverendo! d'Aldo Fabrizi
- 1950 : Police en alerte (I falsari) de Franco Rossi : Dario
- 1950 : Barriera a settentrione (it) de Luis Trenker : Lieutenant Berti
- 1951 : Le Christ interdit (Il Cristo proibito) de Curzio Malaparte
- 1951 : Le Péché d'une mère (Core 'ngrato) de Guido Brignone : Giorgio Suprina
- 1951 : Gli amanti di Ravello (it) de Francesco De Robertis : Sandro Deodata
- 1952 : Amours interdites (Inganno) de Guido Brignone : Andrea Vannini
- 1952 : Histoires interdites (Tre storie proibite), d'Augusto Genina : Commissaire Borsani
- 1953 : Puccini de Carmine Gallone : Giacomo Puccini
- 1953 : Du soleil dans les yeux (Il sole negli occhi), d'Antonio Pietrangeli : Fernando Maestrelli
- 1953 : La Marchande d'amour (La provinciale) de Mario Soldati : Professeur Franco Vagnuzzi
- 1954 : Camilla de Luciano Emmer : Dott. Mario Rossetti
- 1954 : La Maison du souvenir (Casa Ricordi) de Carmine Gallone : Giacomo Puccini
- 1954 : Vêtir ceux qui sont nus (Vestire gli ignudi) de Marcello Pagliero : Ludovico Nota
- 1955 : Les Aventures et les Amours de Casanova (Le avventure di Giacomo Casanova) de Steno : Casanova
- 1955 : Adriana Lecouvreur de Guido Salvini : Maurizio di Sassonia
- 1955 : Les Amours de Capri (Un po' di cielo) de Giorgio Moser
- 1955 : Bataille devant Tobrouk (Il prezzo della gloria) d'Antonio Musu : Alberto Bruni
- 1955 : Femmes entre elles (Le amiche) de Michelangelo Antonioni : Lorenzo
- 1956 : Vierge moderne (Vergine moderna) de Marcello Pagliero : Gabriele Demico
- 1956 : Donatella de Mario Monicelli : Maurizio
- 1956 : Scandale à Milan (Difendo il mio amore) de Giulio Macchi : Pietro
- 1957 : Souvenirs d'Italie d'Antonio Pietrangeli : Alberto Cortini
- 1957 : Parola di ladro de Nanni Loy et Gianni Puccini : Desiderio Plebari
- 1958 : Les Époux terribles (Nata di marzo) d'Antonio Pietrangeli : Sandro
- 1958 : La Danseuse et le Bon Dieu (Ballerina e Buon Dio) d'Antonio Leonviola : Andrea
- 1958 : Tant d'amour perdu de Léo Joannon : Frédéric Solingen
- 1958 : Femmes d'un été (Racconti d'estate), de Gianni Franciolini : Giulio Ferrari
- 1959 : Annibal (Annibale), de Carlo Ludovico Bragaglia et Edgar G. Ulmer : Fabius Maximus
- 1959 : Papa est amoureux (Tutti innamorati) de Giuseppe Orlandini et Franco Rossi : Arturo
- 1959 : Le Secret du chevalier d'Éon de Jacqueline Audry : Bernard Turquet de Mayenne

#### Années 1960
- 1960 : Le Tank du huit septembre (Il carro armato dell'8 settembre) de Gianni Puccini : Tommaso
- 1960 : L'avventura de Michelangelo Antonioni : Sandro
- 1960 : Les Fausses Ingénues (Labbra rosse) de Giuseppe Bennati : l'avocat Paolo Martini
- 1960 : La Longue Nuit de 43 (Le lunga notte del 43) de Florestano Vancini : Franco Villani
- 1960 : Femmes de luxe (it) (Femmine di lusso) de Giorgio Bianchi : Alberto Bressan
- 1962 : Le Jour le plus court (Il giorno più corto) de Sergio Corbucci
- 1962 : Rencontres de Philippe Agostini : Ralph Scaffari
- 1962 : Congo vivo de Giuseppe Bennati
- 1962 : La Nonne de Monza (La monaca di Monza) de Carmine Gallone : Gian Paolo Osio (it)
- 1962 : La Sage-femme, le Curé et le Bon Dieu (Jessica) : Edmondo Raumo
- 1962 : Les Don Juan de la Côte d'Azur (I Dongiovanni della Costa Azzurra), de Vittorio Sala : L'avocat Leblanc
- 1962 : Le crime ne paie pas de Gérard Oury : Angelo Giraldi, l'amant de la duchesse
- 1963 : Défi à Gibraltar (Beta Som) de Charles Frend et Bruno Vailati : Leonardi
- 1963 : La Vie ardente (La calda vita) de Florestano Vancini : Guido
- 1963 : Vénus impériale (Venere imperiale), de Jean Delannoy : Freron
- 1964 : Crucero de verano (en) de Luis Lucia Mingarro : Carlos Brul y Betancourt
- 1964 : Mort, où est ta victoire ?, d'Hervé Bromberger : Max Gurgine
- 1964 : Desideri d'estate de Silvio Amadio : Fabrizio Danova
- 1965 : Trois chambres à Manhattan de Marcel Carné : Comte Larsi
- 1965 : Par un beau matin d'été de Jacques Deray : Victor Dermott
- 1966 : Lo scippo de Nando Cicero : Gambetti
- 1966 : Belfagor le Magnifique (L'arcidiavolo) d'Ettore Scola : Lorenzo di Medici
- 1966 : La Bible (The Bible: In the Beginning) de John Huston : Lot
- 1967 : À chacun son dû (A ciascuno il suo) d'Elio Petri : Avocat Rosello
- 1968 : Les Protagonistes (I protagonisti) de Marcello Fondato : Le commissaire
- 1968 : Merci ma tante (Grazie, zia) de Salvatore Samperi : Stefano
- 1968 : Le Diable sous l'oreiller (Un diablo bajo la almohada) de José María Forqué : Anselmo
- 1968 : Une veuve dans le vent (Meglio vedova) de Duccio Tessari : Don Calogero Minniti
- 1968 : Escalation de Roberto Faenza : Augusto Lambertenghi
- 1968 : La Contestation (L'eta del malessere) de Giuliano Biagetti : Guido
- 1968 : Rome comme Chicago (Roma come Chicago) d'Alberto De Martino : Le Commissaire
- 1968 : Il était une fois dans l'Ouest (C'era una volta il West) de Sergio Leone : Morton
- 1969 : Les Intouchables (Gli intoccabili) de Giuliano Montaldo : Don Francesco DeMarco
- 1969 : Ce merveilleux automne (Un bellissimo novembre) de Mauro Bolognini : Biagio
- 1969 : Au service secret de Sa Majesté (On her Majesty's Secret Service) de Peter Hunt : Marc Ange Draco
- 1969 : L'amica d'Alberto Lattuada : Paolo Marchesi

#### Années 1970
- 1970 : L'Aveu de Costa-Gavras : Vladimír Kohoutek
- 1970 : Cannabis de Pierre Koralnik : Inspecteur Bardeche
- 1971 : Un'anguilla da 300 milioni de Salvatore Samperi : Vasco
- 1972 : Mendiants et Orgueilleux de Jacques Poitrenaud
- 1972 : Le Coriace (Un uomo dalla pelle dura), de Francesco Prosperi : Nick da Catarina
- 1972 : Alta tensión de Julio Buchs : Pablo Moncada
- 1972 : Trois Milliards sans ascenseur de Roger Pigaut : M. Raphael
- 1973 : Les Dix Derniers Jours d'Hitler (Hitler: The Last Ten Days) d'Ennio De Concini : Wilhelm Keitel
- 1973 : Les Grands Patrons (Bisturi, la mafia bianca) de Luigi Zampa : Prof. Daniele Vallotti
- 1974 : Citation directe (Processo per direttissima) de Lucio De Caro : l'avocat Finaldi
- 1974 : Fatevi vivi, la polizia non interverrà de Giovanni Fago : Don Francesco Salvatore, dit « Frank »
- 1974 : Portier de nuit (Il portiere di notte) de Liliana Cavani : Hans
- 1974 : Les Passionnées (Appassionata) de Gianluigi Calderone : Dr Emilio Rutelli
- 1974 : Preuves d'amour (La prova d'amore) de Tiziano Longo : le père d'Angela
- 1975 : Double Jeu (Der Richter und sein Henker) de Maximilian Schell : Dr Lucius Lutz
- 1975 : Corruption, l'Affaire du juge Vanini (Corruzione al palazzo di giustizia) de Marcello Aliprandi : Prando
- 1975 : ...a tutte le auto della polizia... de Mario Caiano
- 1976 : La orca d'Eriprando Visconti : Valerio
- 1976 : Gli amici di Nick Hezard de Fernando Di Leo
- 1976 : Le Guêpier, de Roger Pigaut : Gaspard
- 1976 : Nina (A Matter of Time) de Vincente Minnelli : Antonio Vicari
- 1977 : L'Emmurée vivante (Sette note in nero) de Lucio Fulci : Emilio Rospini
- 1977 : Oedipus orca d'Eriprando Visconti : Valerio
- 1979 : Porci con la P.38 de Gianfranco Pagani : Max Astarita
- 1978 : Mon premier amour, d'Élie Chouraqui : Georges
- 1978 : L'Ordre et la sécurité du monde de Claude d'Anna : Herzog
- 1979 : Gli anni struggenti (it) de Vittorio Sindoni : Prof. Bivona
- 1979 : Encuentro en el abismo de Tonino Ricci : Miles

#### Depuis 1980
- 1981 : Inchon, de Terence Young : Un brigadier turc
- 1982 : Grog de Francesco Laudadio : Alberto
- 1982 : Meurtre au Vatican (Morte in Vaticano) de Marcello Aliprandi : Cardinal Ixaguirre
- 1983 : Le Quatuor Basileus (Il quartetto Basileus) de Fabio Carpi : Mario Cantone
- 1987 : Julia et Julia (Giulia e Giula) de Peter Del Monte : Alfredo, le père de Paolo
- 1991 : Caldo soffocante de Giovanna Gagliardo : Gaetano Castelli
- 1994 : Il burattinaio (it) de Ninì Grassia : Ben Costa
- 1995 : Othello d'Oliver Parker : Duc de Venise
- 1997 : Porzûs de Renzo Martinelli : Storno vecchio
- 1997 : Con rabbia e con amore d'Alfredo Angeli : Leone
- 2003 : Sous le ciel de Sicile (Perdutoamor) de Franco Battiato : Tommaso Pasini
- 2003 : L'avvocato De Gregorio (it) de Pasquale Squitieri : Alfonso
- 2005 : Concorso di colpa (it) de Claudio Fragasso : Vito Santamaria
- 2010 : Amore (Io sono l'amore) de Luca Guadagnino : Edoardo Recchi, le père
- 2010 : Diciotto anni dopo (it) d'Edoardo Leo : Enrico

### Télévision
- 1966 : Les Espions (I Spy) (série) : Aldo
- 1973 : Divorce (Divorce His, Divorce Hers) (téléfilm) : Turi Luvicci
- 1979 : Les Vieux et les Jeunes (it) (I vecchi e i giovani) (série) de Marco Leto : Flaminio Salvo
- 1985 : Quo vadis ? (feuilleton télévisé) : Piso
- 1988 : Fratelli (série) : Le procureur
- 1989 : Le Tour du monde en 80 jours (Around the World in 80 Days) (série) : Le chef de police italien
- 1990 : Embarquement pour l'enfer (Viaggio nel terrore: l'Achille Lauro) (téléfilm) d'Alberto Negrin
- 1990 : Una fredda mattina di maggio (téléfilm) : Signor Mantoni
- 1991 : Nero come il cuore (it) (TV) de Maurizio Ponzi
- 1992-2007 : Une famille formidable (série) : Nono
- 1993 : Delitti privati (it) (feuilleton télévisé)
- 1994 : Natale con papa (téléfilm) : Vittorio
- 1998 : La tour secrète (I guardiani del cielo) (téléfilm)
- 2005 : Callas et Onassis (téléfilm) : Livanos
- 2006 : Papa Luciani: Il sorriso di Dio (série) : Cardinal Siri

## Prix et distinctions
- David di Donatello
  - 1988 - Nomination au Meilleur acteur dans un second rôle pour Julia et Julia.

- Ruban d'argent
  - 1953 - Meilleur acteur dans un second rôle pour La Marchande d'amour
  - 1968 - Nomination au meilleur acteur dans un second rôle pour Il était une fois dans l'Ouest.
  - 1969 - Meilleur second rôle pour À chacun son dû

- Prix Flaiano section théâtre[32].
  - 1990 - Prix pour l'ensemble de la carrière
  - 2004 - Prix pour l'ensemble de la carrière

- Prix Ubu
  - 1992/1993 - Meilleur acteur pour La Danse de mort.